# Opération Crackers
L'opération Crackers est un raid mené par des commandos britanniques, du 23 février au 3 mars 1943 à Sognefjord en Norvège, durant la Seconde Guerre mondiale.
Le groupe d'attaque est composé de 16 hommes, issus du no 10, du no 12 Commando et du no 30 Commando. L'objectif initial du raid est d'attaquer un poste d'observation et d'en examiner un autre ; une mer agitée l'empêche, c'est pourquoi un poste d'observation est occupé pendant une semaine sans que les soldats soient détectés, permettant de collecter des informations.